# 亨氏纪念教堂
亨氏纪念教堂（Heinz Memorial Chapel）是美国賓夕法尼亞州匹兹堡大学校园内的一座教堂，一处匹兹堡历史地标 ，属于申利農場歷史區。

## 历史

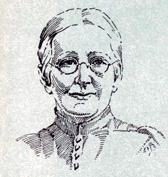
Anna Margaretta Heinz

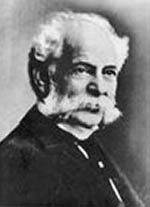
亨利·约翰·亨氏

亨氏纪念教堂是亨氏食品公司的創辦人亨利·约翰·亨氏為了紀念母親Anna Margaretta Heinz，出資在匹兹堡大学建造。1919年他去世后，三个子女执行了他的遗嘱。教堂于1933年开始动工。1938年11月20日举行献堂仪式。11月23日，举行了第一场学生礼拜。

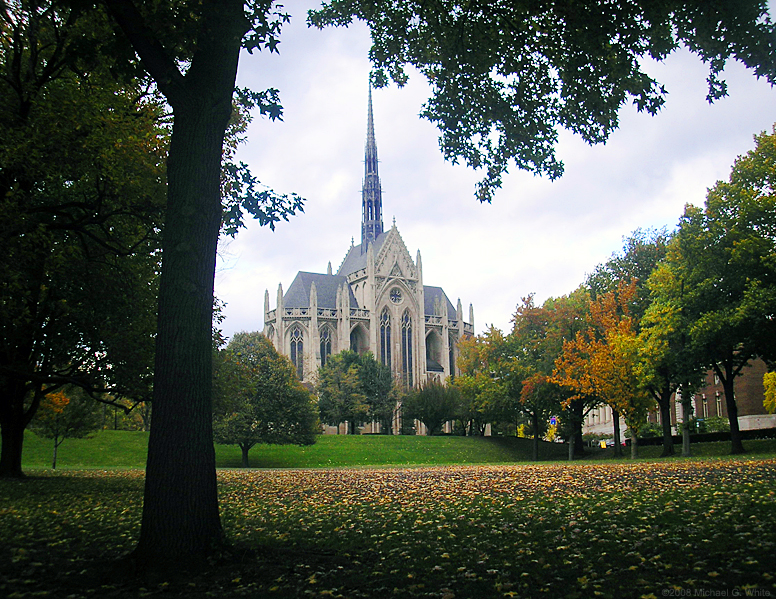

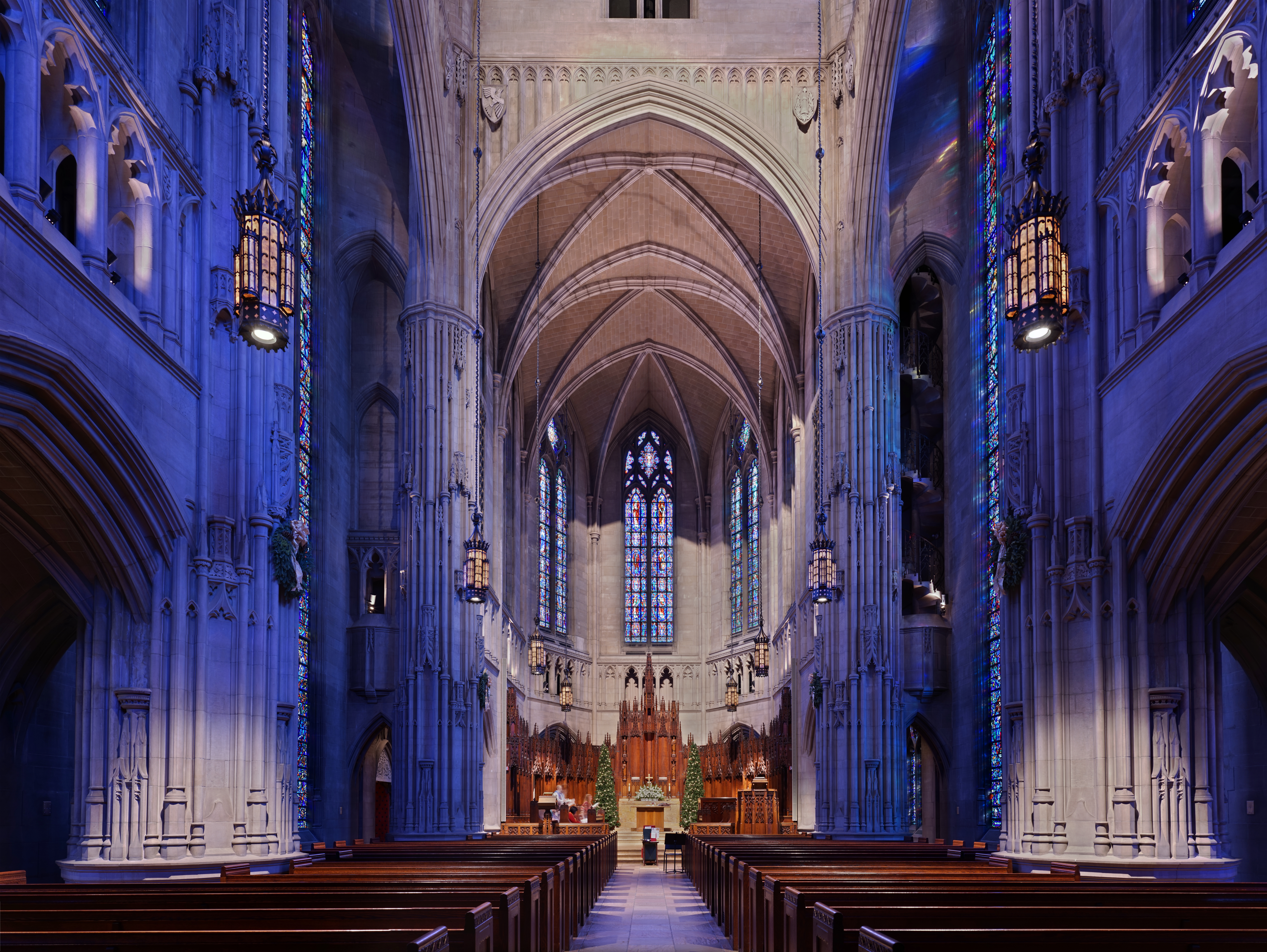

## 建筑
亨氏纪念教堂为哥特复兴风格，由设计学习教堂（Cathedral of Learning）的建筑师Charles Klauder设计。教堂长146英尺（45），宽55英尺（17），尖顶高256英尺（78）。教堂的23扇彩繪玻璃窗总面积达4,000平方英尺（370平方），包括25万块玻璃，描绘391个人物，最高达73英尺（22）。

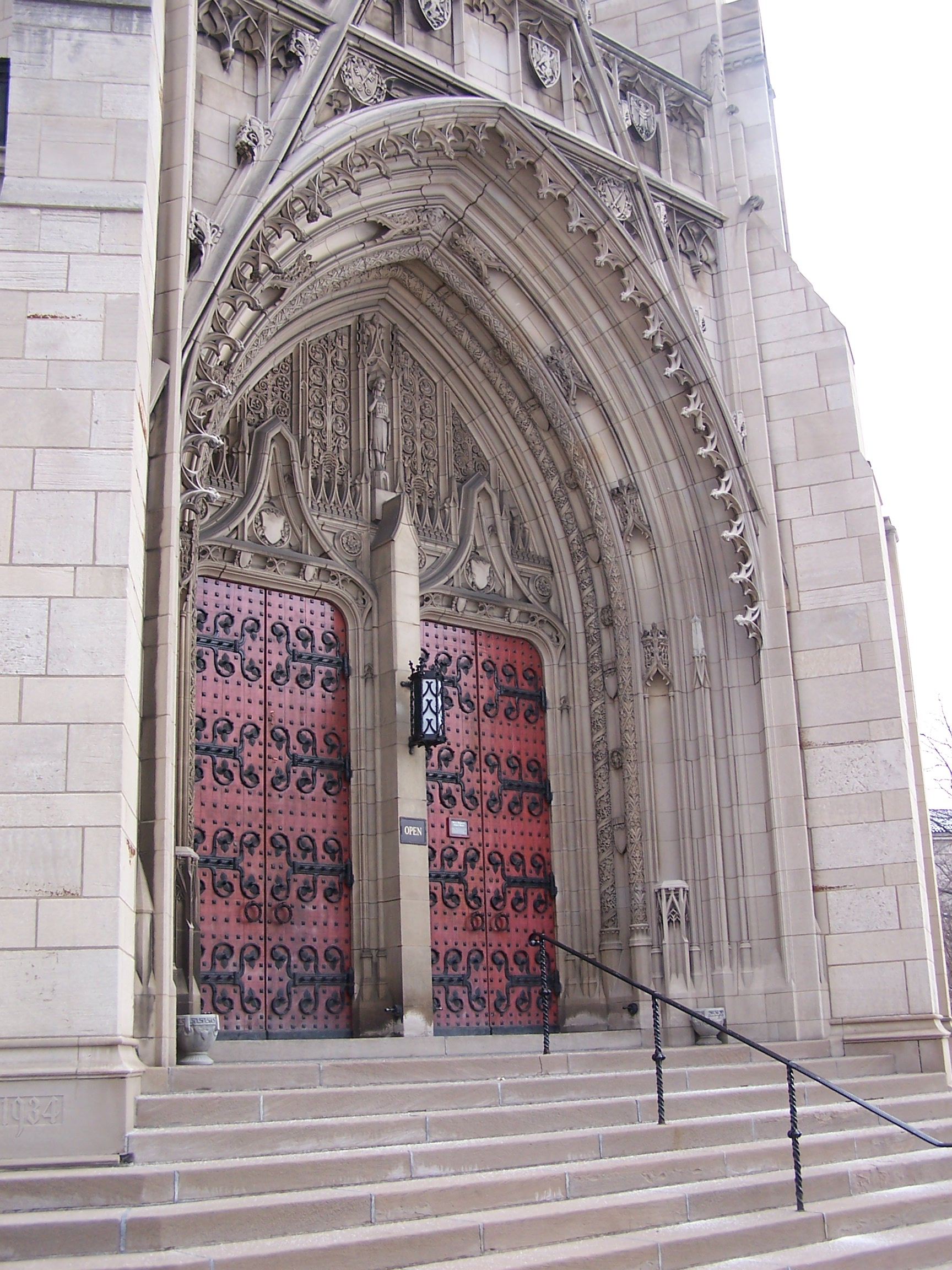
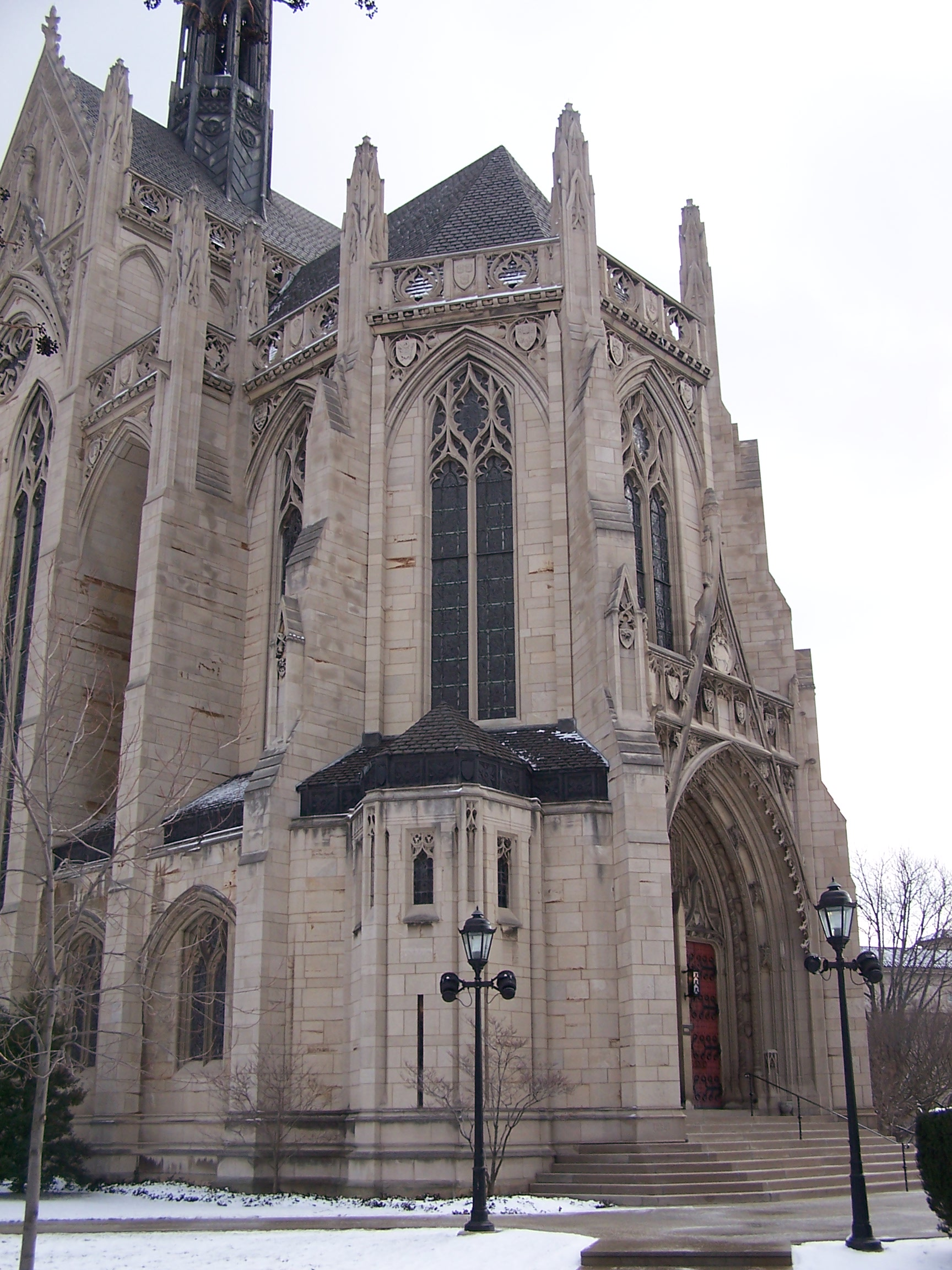
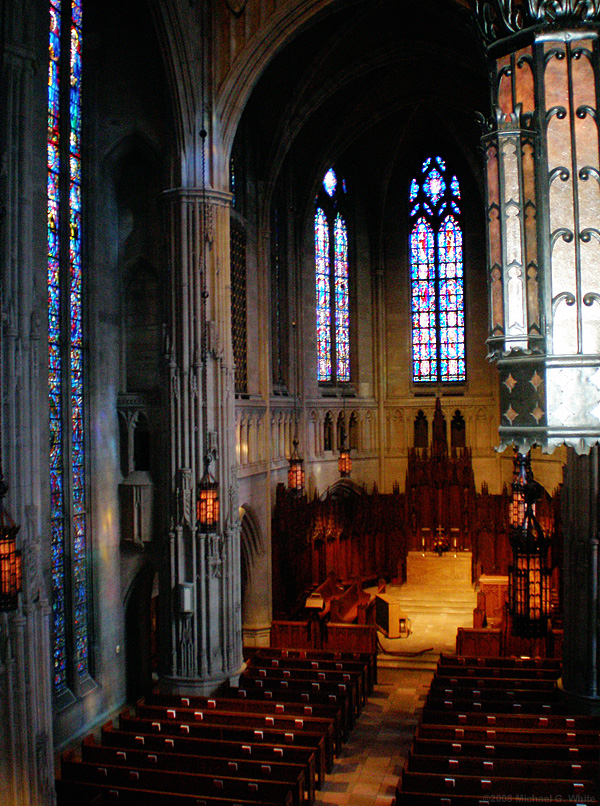
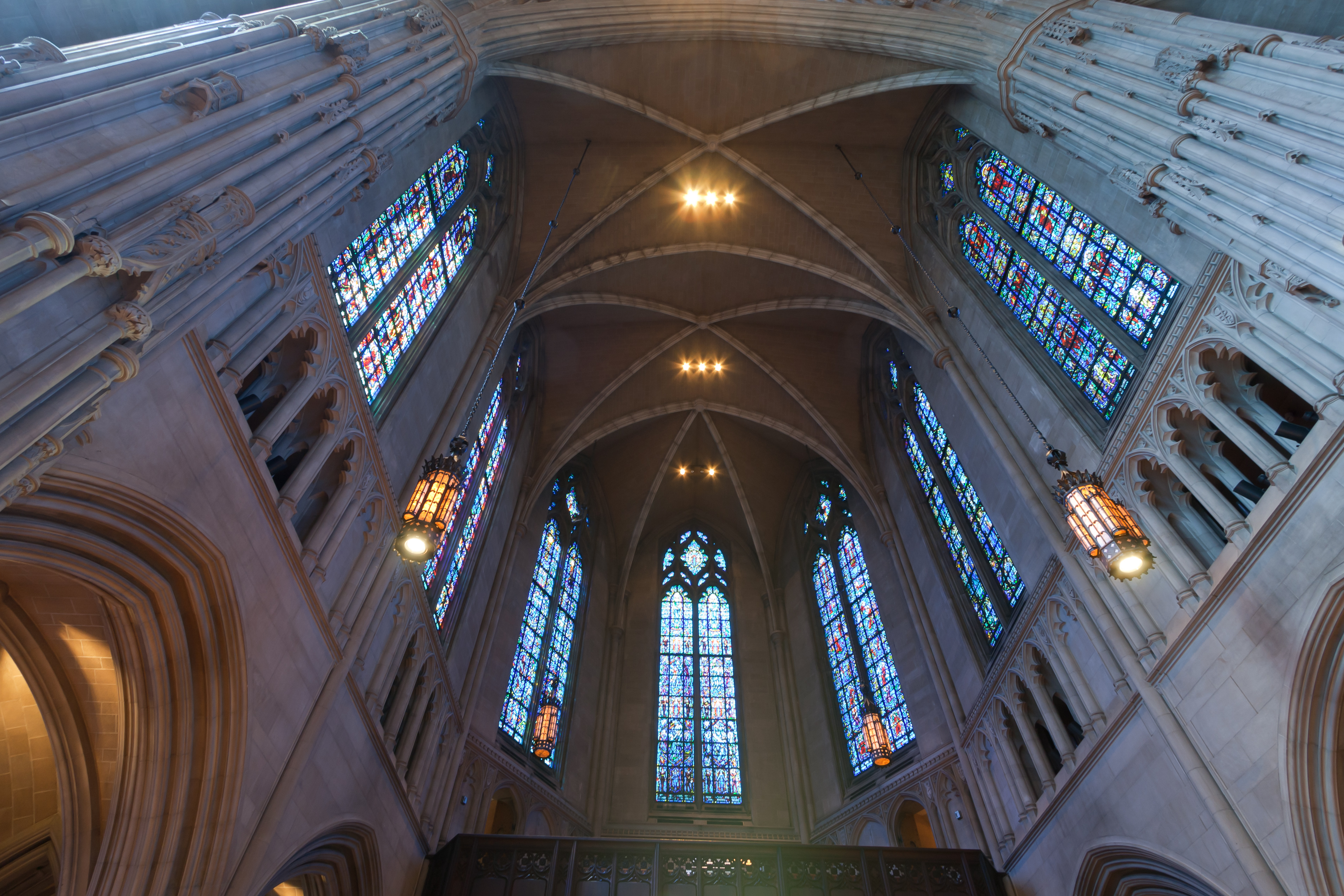
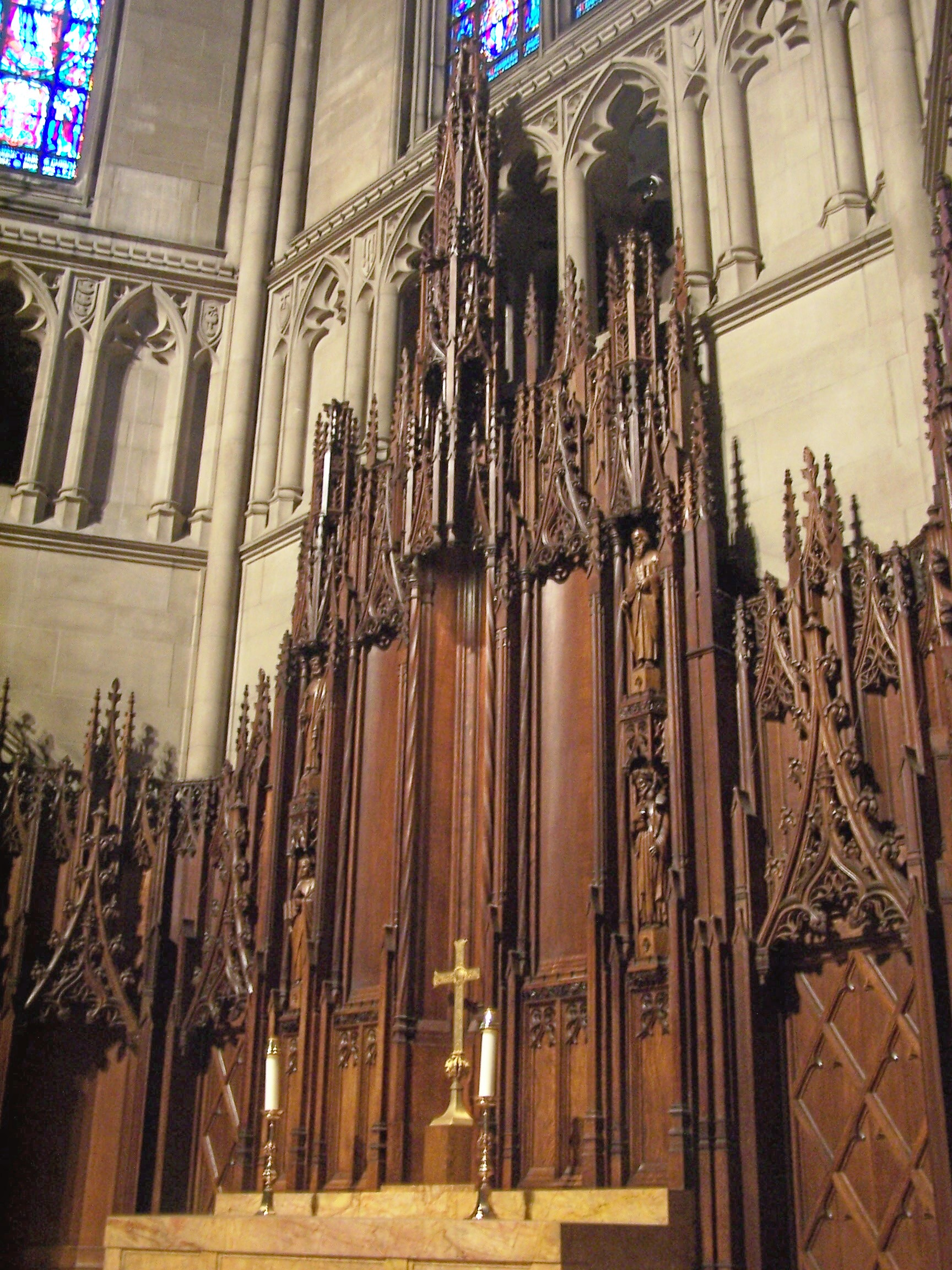
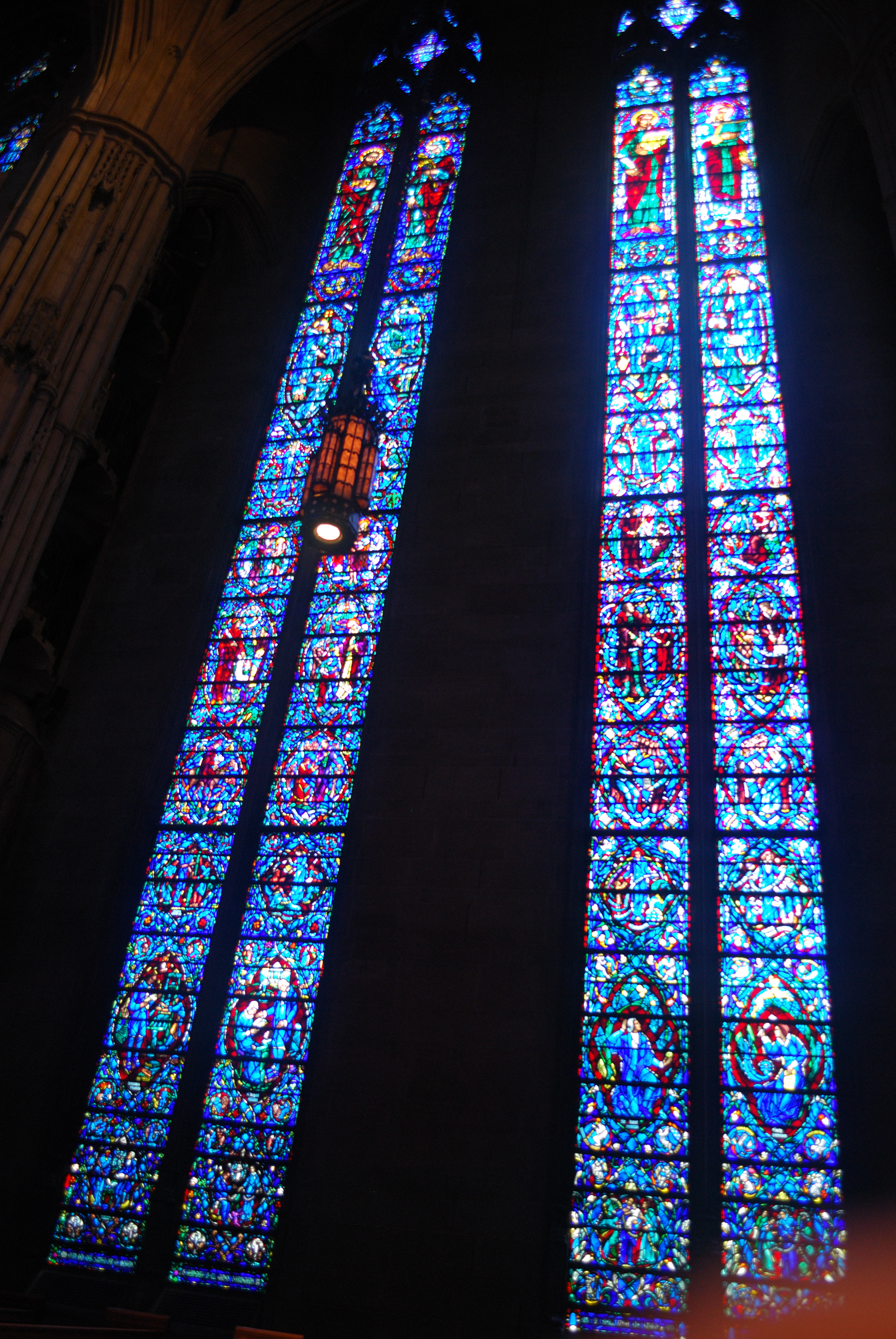
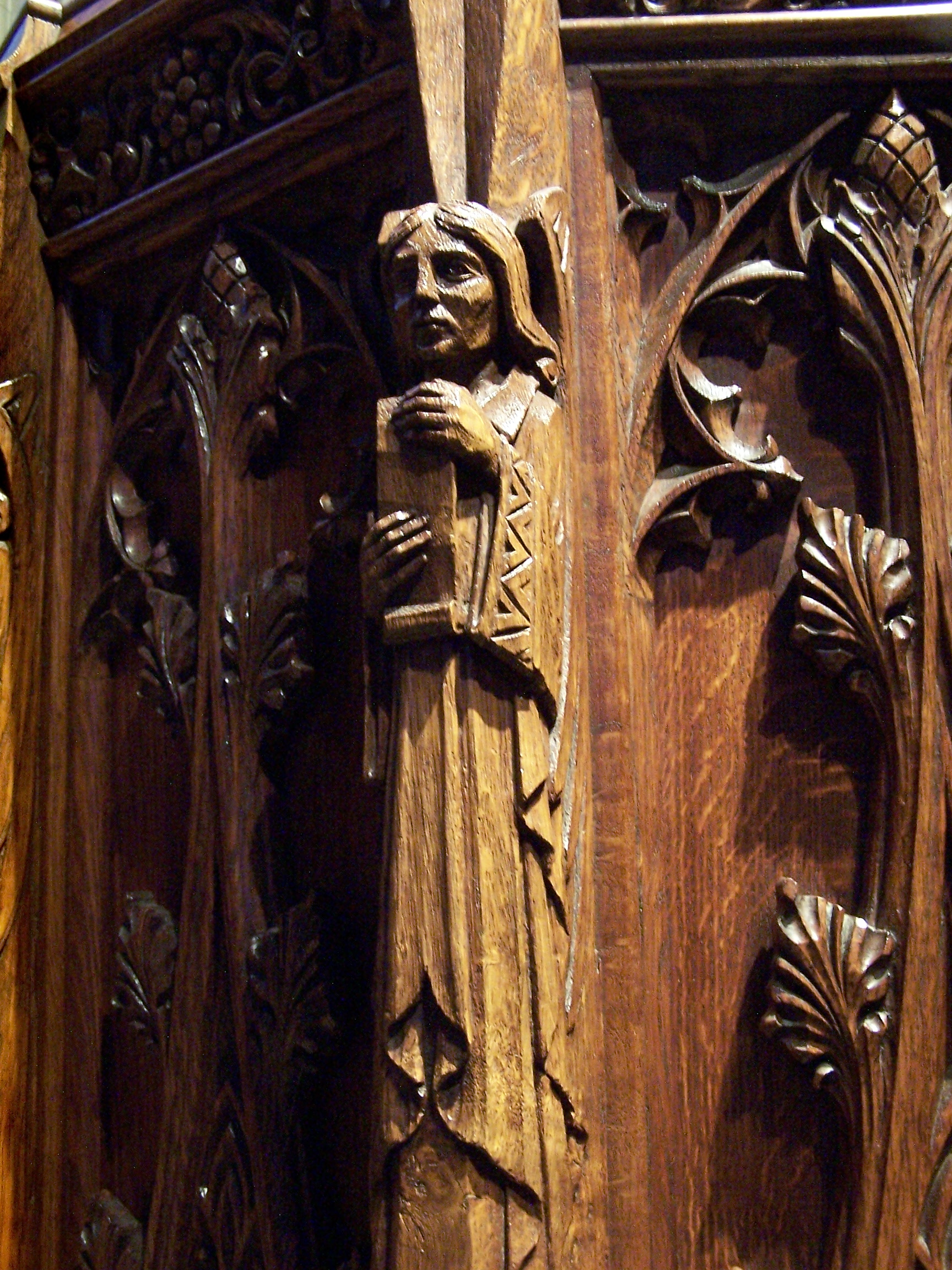
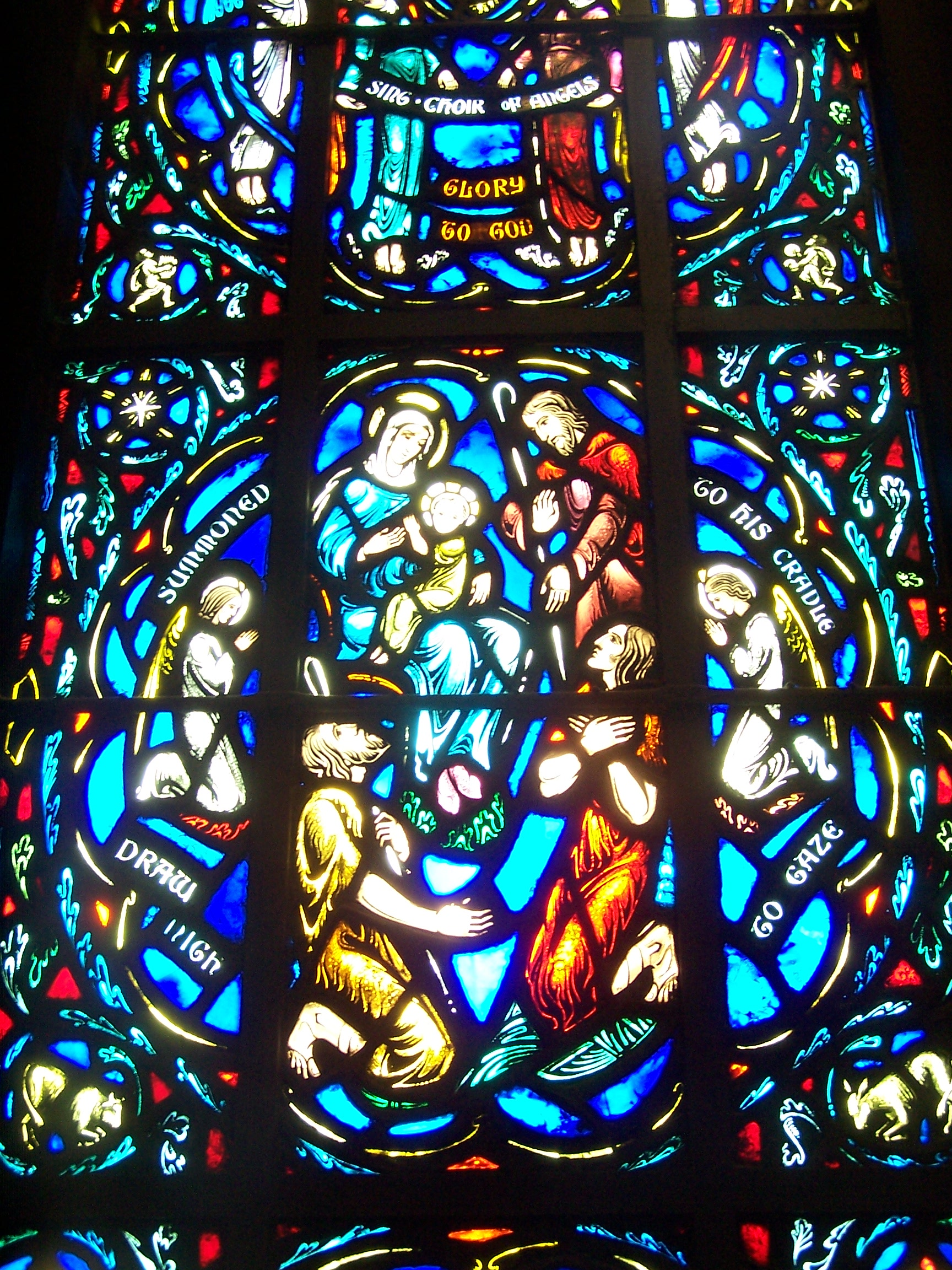